# Tine Šturm

Tine Šturm, slovenski igralec futsala, * 8. Maj 1994, Kranj.

## Klubska kariera
Leta 2012 je bil opažen s strani, Francija Ahčina in le-ta ga je povabil v škofjeloško futsal ekipo. Zaradi starosti 18 let je lahko igral za obe selekciji, tako U18, kot tudi U21.

### Sezona 2012/2013
V sezoni 2012/13 je igral za tri selekcije. 5 nastopov je zbral za člansko ekipo, 11 za selekcijo U21 (7 golov) in 16 za selekcijo U18 (41 golov). S selecijo U18 je osvojil naslov državnih podprvakov.

### Sezona 2013/2014
V sezoni 2013/14 igra za dve selekciji. V prvi polovici sezone je zadel 13 zadetkov in je na vrhu liste strelcev za selekcijo U21. Zaradi dobrih predstav je bil vpoklican tudi v reprezentanco Slovenije do 21 let. Odigral je dve pripravljalni tekmi z reprezentanco Poljske.
V članski ekipi je prvič zadel 17. januarja 2014 v 15. minuti proti ekipi Fragmat Extrem iz Ribnice.

### Sezona 2014/2015
S selekcijo U21 je osvojil tretje mesto v državi. Bil je tudi na dveh reprezentančnih zborih U21 in na tekmi proti članski ekipi Vietnama dosegel tudi prvi gol v karieri.

### Sezona 2015/2016
v sezoni 2015/2016 je prestopil k FC Litija.

Statistika ostalih sezon v klubskih tekmovanjih je na voljo na strani:  https://www.nzs.si/tekmovanja/?action=igralecStat&id_igralca=53171
Pregled nastopov v reprezentanci je na voljo na strani: https://www.nzs.si/reprezentanca/?id_igralca=53171